# Комсомолец (остров)
Комсомо̀лец (на руски: Остров Комсомолец) е най-северния и 3-ти по големина остров от архипелага Северна Земя, разположен между Карско море на запад и море Лаптеви на изток. Административно влиза в състава на Красноярски край на Русия.
Островът има удължена форма с дължина от юг на север 145 km и ширина около 80 km, площ 9006 km2. На юг протока Червена Армия го отделя от най-големия остров в архипелага Октомврийска революция, а на югозапад протока Младежки (рус. Юный) – от остров Пионер. На 35 km северозападно от него е разположен остров Шмид. Максимална височина 780 m. Изграден е основно от алевролити, песъчливи глини и пясъци. Около 65% от площта му е заета от континенталния ледник Академия на науките.
От 1930 до 1932 г. руският геолог и полярен изследовател Георгий Ушаков, заедно с още трима сътрудници извършва детайлни географски, геоложки, хидрографски и картографски дейности на целия архипелаг Северна Земя, в т.ч. и на остров Комсомолец, който тогава е обособен като отделна суша.

## Национален атлас на Русия
- О-ви Северна Земя[2]